# Mircea Chistruga
Mircea Chistruga (n. 6 februarie 1948, Sculenii Vechi, Ungheni – d. 22 iunie 2025, Chișinău) a fost un regizor de filme documentare din Republica Moldova.

## Studii
VGIK (1966-1971) regie filme documentare, clasa maestrului Roman Karmen.

## Filmografie
- Moldova Sovietică nr. 9, 1969;
- Viața în imagini nr. 10, 1969;
- Viața în imagini nr. 3, 1971;
- Pionerii Moldovei, 1971;
- Moldova Sovietică nr. 10, 1971;
- Moldova Sovietică nr. 11, 1971;
- Moldova Sovietică nr. 1, 1972;
- Soarele din pocal, 1972;
- Moldova Sovietică nr 3, 1972;
- Elan, 1972;
- Tenacitate, 1972;
- Imagini ale plaiului natal, 1973;
- Moldova Sovietică nr. 1, 1973;
- Moldova Sovietică nr 4, 1973;
- Stăpânii mașinilor, 1973;
- Căutare, 1976;
- Cu ocazia unui jubileu, 1976;
- Zona neutră, 1976;
- Balada formalismului, 1976;
- Ecoul zilelor de foc, 1977 Tinerii pe tatami, 1977;
- Acolo, pe îndepărtatul meridian, 1977;
- Un duel pe apa, 1978;
- Un album ca amintire, 1978;
- Viața ca o continuă căutare, 1978;
- Omul de la intersectie, 1978;
- Ringul, 1979;
- Ca să revii, 1980;
- Calea spre cele cinci cercuri, 1980;
- Pe magistrala albastră, 1980;
- Datorie ostășească, 1981;
- Un meci cât o vacanță, 1981;
- Cakauze viclene, 1982;
- Moldova sportivă, 1982;
- Ziua propagandistului, 1982;
- Vasile Luca și băieții săi, 1983;
- Orbiți de întuneric, 1983;
- Neam de fântânari, 1983;
- Lumina în întuneric, 1984;
- O altă frontieră, 1984;
- Cu spatele la adevăr,1985;
- Jocurile copilariei noastre (scenariul si regia in colaborare cu V.Druck), 1985;
- Sinceritate, 1985;
- O șansă pentru învingător, 1986;
- După o zi grea, 1986;
- Fapta și banul, 1986;
- Extemporal la ora de vârf, 1986;
- Cu fața le perete, 1987;
- Lumina cărții, 1987;
- Mihail Grecu. Dincolo de culoare, 1988;
- Scări pe orizontală, 1988;
- Povara cea de toate zilele, 1988;
- Delirul blajinilor, 1989;
- Alte voci (scenariul și regia), 1989;
- Duminica Mare (scenariul și regia în colaborare cu V.Druck), 1990;
- Spelunca, 1990;
- Mâine iar va ieși soarele, 1991;
- Extratereștrii (scenariul și regia), 1991;
- Proscrișii (scenariul și regia), 1991;
- Nu poți fi tramvai (scenariul și regia), 1991;
- La Ungheni, 1993;
- Când țara te cheamă, 1994;
- Peregrinii, 1995;
- Aici departe, 2002;
- Proba de libertate, 2006;
- Burghiu. Venim și mâine pe aici, 2007